# エイドリアン・ブローナー
エイドリアン・ブローナー（Adrien Broner、1989年7月28日 - ）は、アメリカ合衆国のプロボクサー。オハイオ州シンシナティ出身。元WBO世界スーパーフェザー級王者。元WBC世界ライト級王者。元WBA世界ウェルター級王者。元WBA世界スーパーライト級スーパー王者。世界4階級制覇王者。既婚者だが6人の女性との間に7人の子供がいる。数々の犯罪行為だけでなく、便器にドル紙幣を流す映像をインターネットで公開するなどの奇行、ツイッターの物議を醸す書き込みやインタビューでの過激な発言で何度となく騒動を引き起こしている。
全勝で5階級制覇を達成した天才ボクサー、フロイド・メイウェザー・ジュニアの「再来」と言われる。プロモーターとしてアバウト・ビリオンズ・プロモーションズを主宰している。

## 来歴
2011年11月26日、シンシナティにあるU.S.バンク・アリーナにて、WBO世界スーパーフェザー級6位のヴィセンテ・マーティン・ロドリゲス(アルゼンチン)とWBO世界スーパーフェザー級王座決定戦を行い、ロドリゲスを徹底的に打ち込み3回KO勝ちで王座を獲得した。
2012年2月25日、セントルイスにあるスコットトレード・センターにてデボン・アレクサンダーVSマルコス・マイダナの前座でWBO1位のエロイ・ペレス(アメリカ)と対戦し、4回ボディショット一撃でダウンを奪うとペレスは起き上がる事が出来ずレフェリーがカウント途中でストップし初防衛に成功した。
2012年7月21日、シンシナティのU.S.バンク・アリーナにて、ビセンテ・エスコベド(アメリカ)と対戦する予定だったが、前日計量でブローナーが体重超過となり王座を剥奪され、エスコベドが勝った場合のみ新王者となるという条件で試合は行われ、ブローナーが5回2分42秒TKO勝ちを収めた為王座は空位となった。
2012年11月17日、ニュージャージー州アトランティックシティのボードウォーク・ホールにてWBC世界ライト級王者アントニオ・デマルコ(メキシコ)と対戦。8回にデマルコからダウンを奪い、デマルコは起き上がるもデマルコ陣営がレフェリーに棄権を申請し終了となり、8回1分49秒TKO勝ちで2階級制覇を達成した。
2013年2月16日、アトランティックシティにあるボードウォーク・ホールにて元WBA世界スーパーライト級王者ゲビン・リース(イギリス)と対戦し、4回にダウンを奪うと5回に左ボディアッパーでダウンを奪いリースを10カウント寸前まで追い詰めた。最後は連打をまとめてリース陣営のタオル投入による5回2分59秒TKO勝ちで初防衛に成功した。
2013年6月22日、ニューヨークブルックリン区のバークレイズ・センターで、いきなり階級を2階級上げてWBA世界ウェルター級王者ポール・マリナッジ（アメリカ）と対戦し、12回2-1（115-113、113-115、117-111）の判定勝ちを収め飛び級での3階級制覇を果たした。
2013年11月6日、ブローナーはWBC世界ライト級王座とWBA世界ウェルター級王座を保持しているが、WBCのルールでは同時に複数階級の王座を保持することを禁じているため、WBC総会で12月14日の試合後までにどちらを手放すか決めるよう指令が出された。
2013年12月14日、テキサス州サンアントニオのアラモドームに観衆11,312人を動員して、元WBA世界スーパーライト級王者マルコス・マイダナ（アルゼンチン）と対戦し、2回と8回にダウンを奪われ（8回にマイダナは故意に頭突きをしたとして1点減点される）プロ初黒星となる12回0-3（110-115、109-116、109-117）の判定負けを喫し初防衛に失敗、王座から陥落した。
2014年1月27日、WBC世界ライト級王座を防衛をする意思を示さなかった為、WBCはブローナーから王座を剥奪し、暫定王者のオマール・フィゲロアを空位となった正規王座に認定した。
2014年5月3日、MGMグランド・ガーデン・アリーナに初登場。フロイド・メイウェザー・ジュニア対マルコス・マイダナの前座で階級を1階級下げてカルロス・モリナとWBAインターナショナルスーパーライト級王座決定戦を行い、12回3-0（99-91、98-92、100-90）の判定勝ちを収め再起に成功した。しかし試合後にリング上で行われたインタビューでメキシコ人を侮辱する発言をしたため、WBCは人種差別的な発言であると問題視し、ブローナーが発言の意図を説明するか謝罪をするまで、WBCが認可するタイトルマッチへの出場禁止及びWBCランキングから除外する処分を下した（ブローナーがネバダ州アスレチックコミッションの公聴会で謝罪をしたことで同年7月にWBCはこの処分を解除した）。
2014年9月6日、シンシナティのU.S.バンク・アリーナにて2戦連続のWBAインターナショナルスーパーライト級王座決定戦でエマニュエル・テイラーと対戦し、12回にダウンを奪い、3-0の判定勝ちを収め王座獲得に成功した。
2015年1月9日、ゴールデンボーイ・プロモーションズからプロモート権を破棄され、同プロモーションを離脱した。
2015年3月7日、MGMグランド・ガーデン・アリーナにてロバート・ゲレーロ対キース・サーマンの前座でジョン・モリーナ・ジュニアとノンタイトル12回戦で対戦し、12回3-0（2者が120-109、118-110）の判定勝ちを収めた。前日の計量でブローナーは141ポンドを計測し1ポンドの体重超過とアナウンスがあるが、その後141ポンドのキャッチウェイトだったと訂正された。
2015年6月20日、ラスベガスのMGMグランド・ガーデン・アリーナでショーン・ポーターとノンタイトル12回戦を144ポンドのキャッチウェイトで対戦し、ブローナーは11回にホールディングで減点され、12回にポーターからダウンを奪うも、12回0-3（111-115、112-114、108-118）の判定負けを喫した。
2015年10月3日、シンシナティのU.S.バンク・アリーナでWBA世界スーパーライト級王座決定戦をWBA世界スーパーライト級5位のカビブ・アーラフベルディエフと行い、12回2分23秒TKO勝ちを収め4階級制覇を達成した。
2015年11月5日、WBAはブローナーをスーパー王座に認定した。
2016年4月1日、ワシントンD.C.のDCアーモリーでWBA世界スーパーライト級8位で元GBC世界ウェルター級王者のアシュリー・テオフェンと対戦し初防衛を目指す予定だったが、ブローナーが前日計量で0.4ポンドの体重超過がありながらも再計量に応じなかったため王座を剥奪され、テオフェン陣営に違約金5万ドル支払うことに合意し、ブローナーが勝てば王座は空位となりテオフェンが勝てば新王者となる条件で試合は行われ、ブローナーが9回1分10秒TKO勝ちを収めた為王座は空位になった。試合後ブローナーは「スパーリングか試合でもいいからメイウェザーとやらせろ」と兄貴分のメイウェザーに宣戦布告する形で挑発した。
2017年2月18日、オハイオ州シンシナティのザビエル大学構内にあるシンタス・センターでWBA世界スーパーライト級4位でWBC世界スーパーライト級7位のアドリアン・グラナドスとウェルター級10回戦を行い、10回2-1（97-93、96-94、93-97）の判定勝ちを収めた。元々スーパーライト級で行われる予定だったが、試合の約1カ月前にブローナーの要望でグラナドス側に交渉の余地無く半ば強制的にウェルター級契約に変更された。
2017年7月29日、ニューヨーク市のバークレイズ・センターで世界3階級制覇王者でWBC世界ライト級王者のミゲル・アンヘル・ガルシアとスーパーライト級12回戦を行い、12回0-3（111-117、112-116×2）の判定負けを喫した。
2018年4月21日、バークレイズ・センターで当初は元WBC世界ライト級王者オマール・フィゲロアと対戦する予定でいたがフィゲロアの肩の負傷により対戦相手が変更、元WBO世界ウェルター級王者ジェシー・バルガスと144ポンドのキャッチウェイトで対戦し、12回1-0（115-113、114-114×2）の判定で引き分けとなった。この試合でブローナーは100万ドル（約1億1000万円）、バルガスは50万ドル（約5500万円）のファイトマネーを稼いだ。
2019年1月19日、MGMグランド・ガーデン・アリーナで6階級制覇王者にしてWBA世界ウェルター級王者マニー・パッキャオと対戦し、12回0-3（111-117、112-116×2）の判定負けを喫し6年ぶりとなる王座返り咲きに失敗した。この試合でパッキャオは1000万ドル（約11億円）、ブローナーは250万ドル（約2億7千万円）のファイトマネーを稼いだ。
2019年8月8日、ブローナーはこれまで何度も引退宣言をしているが、自身のInstagramアカウントに「私は引退しています。ボクシングは孤独なスポーツです。これで終わりです。」と投稿して引退を宣言した。
2021年2月20日、約2年1ヵ月ぶりの試合をコネチカット州アンカスビルのモヒガンサン・アリーナでジョバニ・サンティアゴと対戦。元々この試合はスーパーライト級契約でブローナーも「35ポンド以上減量する必要がある」と語っていたが、ブローナーが体重を落とせなかったことで、試合2日前にウェルター級契約に変更して試合が行われ、ブローナーが12回3-0（111-116、115-112、117-110）判定勝ちを収めた。
2022年8月20日、フロリダ州ハリウッドのセミノール・ハードロック・カジノ内ハード・ロック・ライブでオマール・フィゲロアと対戦が決定していたが、試合5日前となる8月15日にブローナーは「多くのボクサーが真剣にキャリアを考えず命を落としている。私はそうしたくない」などと自身のSNSで発信し、メンタル面の病気を理由に試合欠場を発表した。
2022年10月25日、7年間所属していたプレミア・ボクシング・チャンピオンズから離脱、新興プロモーションのBLK Prime Boxingと3試合契約を交わしたことが発表された。
2023年2月25日、復帰戦を行う予定だったが、1人目のイバン・レドカッチが契約問題で撤退、2人目のハンク・ランディも撤退、3人目のマイケル・ウィリアムズ・ジュニアがスパーリング中に顎を骨折し欠場と、連続して対戦相手が変更となり試合中止となった。
2023年2月26日、1試合も行わないままBLK Prime Boxingから離脱したことを発表した。
2023年3月16日、プロモーターのドン・キングと契約したことを発表した。
2023年6月9日、約2年4カ月ぶりに試合を行い、カジノ・マイアミでビル・ハッチンソンと対戦し、10回3-0（99-91×2、100-90）判定勝ちを収めた。
2024年6月7日、ブレア・コブスと対戦し、判定負けを喫した。

## 戦績
- アマチュアボクシング： 319戦 300勝 19敗
- プロボクシング：42戦 35勝 (24KO) 5敗 1分 1無効試合

| 戦           | 日付           | 勝敗 | 時間     | 内容    | 対戦相手                       | 国籍           | 備考                                                        |
| ------------ | -------------- | ---- | -------- | ------- | ------------------------------ | -------------- | ----------------------------------------------------------- |
| 1            | 2008年5月31日  | ☆    | 1R 0:32  | KO      | アランテ・デービス             | アメリカ合衆国 | プロデビュー戦                                              |
| 2            | 2008年8月30日  | ☆    | 1R 1:20  | TKO     | デビッド・ウォーレン・ホフマン | アメリカ合衆国 |                                                             |
| 3            | 2008年9月27日  | ☆    | 1R 2:11  | TKO     | ラモン・フローレス             | メキシコ       |                                                             |
| 4            | 2008年11月22日 | ☆    | 6R 0:33  | TKO     | テランス・ジェット             | アメリカ合衆国 |                                                             |
| 5            | 2008年12月6日  | ☆    | 1R 1:14  | TKO     | スコット・フォーニー           | アメリカ合衆国 |                                                             |
| 6            | 2008年12月27日 | －   | 2R       | NC      | エリック・リッカー             | アメリカ合衆国 |                                                             |
| 7            | 2009年1月24日  | ☆    | 6R       | 判定3-0 | ホセ・アルフレド・ルーゴ       | メキシコ       |                                                             |
| 8            | 2009年3月14日  | ☆    | 6R       | 判定3-0 | エリック・リッカー             | アメリカ合衆国 |                                                             |
| 9            | 2009年4月4日   | ☆    | 4R 0:23  | TKO     | アンヘル・ロドリゲス           | メキシコ       |                                                             |
| 10           | 2009年5月8日   | ☆    | 8R       | 判定2-0 | フェルナンド・キンテロ         | メキシコ       |                                                             |
| 11           | 2009年6月27日  | ☆    | 6R 2:58  | KO      | ウィリアム・キケット           | オーストラリア |                                                             |
| 12           | 2009年8月22日  | ☆    | 1R 1:37  | TKO     | エドガー・ポルティリョ         | メキシコ       |                                                             |
| 13           | 2009年9月5日   | ☆    | 3R 3:00  | KO      | ヘンリー・ホワイト・ジュニア   | アメリカ合衆国 |                                                             |
| 14           | 2009年11月28日 | ☆    | 1R 2:58  | TKO     | トミー・アテンシオ             | アメリカ合衆国 |                                                             |
| 15           | 2010年1月23日  | ☆    | 4R 0:14  | TKO     | ロベルト・アセベド             | プエルトリコ   |                                                             |
| 16           | 2010年5月14日  | ☆    | 1R 3:00  | TKO     | ラファエル・ロラ               | ドミニカ共和国 |                                                             |
| 17           | 2010年6月19日  | ☆    | 6R終了   | TKO     | カルロス・クラウディオ         | プエルトリコ   | WBCインターコンチネンタルスーパーフェザー級ユース王座決定戦 |
| 18           | 2010年9月4日   | ☆    | 2R 1:48  | TKO     | ギレルモ・サンチェス           | アメリカ合衆国 |                                                             |
| 19           | 2010年11月6日  | ☆    | 1R 1:34  | TKO     | イリド・フリオ                 | コロンビア     |                                                             |
| 20           | 2011年1月15日  | ☆    | 1R終了   | TKO     | ジョン・レヴィッシュ           | アメリカ合衆国 | WBCアメリカ大陸ライト級王座決定戦                           |
| 21           | 2011年3月5日   | ☆    | 10R      | 判定3-0 | ダニエル・ポンセ・デ・レオン   | メキシコ       | WBOインターコンチネンタルスーパーフェザー級王座決定戦       |
| 22           | 2011年6月18日  | ☆    | 1R 2:58  | TKO     | ジェイソン・リーツォー         | アメリカ合衆国 | WBCアメリカ大陸スーパーフェザー級王座決定戦                 |
| 23           | 2011年11月26日 | ☆    | 3R 1:43  | KO      | ビセンテ・マルチン・ロドリゲス | アルゼンチン   | WBO世界スーパーフェザー級王座決定戦                         |
| 24           | 2012年2月25日  | ☆    | 4R 2:24  | KO      | エロイ・ペレス                 | アメリカ合衆国 | WBO防衛1                                                    |
| 25           | 2012年7月21日  | ☆    | 5R 2:45  | TKO     | ビセンテ・エスコビド           | メキシコ       | 体重超過により王座剥奪                                      |
| 26           | 2012年11月17日 | ☆    | 8R 1:49  | TKO     | アントニオ・デマルコ           | メキシコ       | WBC世界ライト級タイトルマッチ                               |
| 27           | 2013年2月16日  | ☆    | 5R 2:59  | TKO     | ゲビン・リース                 | イギリス       | WBC防衛1                                                    |
| 28           | 2013年6月22日  | ☆    | 12R      | 判定2-1 | ポール・マリナッジ             | アメリカ合衆国 | WBA世界ウェルター級タイトルマッチ                           |
| 29           | 2013年12月14日 | ★    | 12R      | 判定0-3 | マルコス・マイダナ             | アルゼンチン   | WBA王座陥落                                                 |
| 30           | 2014年5月3日   | ☆    | 10R      | 判定3-0 | カルロス・モリナ               | アメリカ合衆国 | WBAインターナショナルスーパーライト級王座決定戦             |
| 31           | 2014年9月6日   | ☆    | 12R      | 判定3-0 | エマニュエル・テイラー         | アメリカ合衆国 | WBAインターナショナルスーパーライト級王座決定戦             |
| 32           | 2015年3月7日   | ☆    | 12R      | 判定3-0 | ジョン・モリーナ・ジュニア     | アメリカ合衆国 |                                                             |
| 33           | 2015年6月20日  | ★    | 12R      | 判定0-3 | ショーン・ポーター             | アメリカ合衆国 |                                                             |
| 34           | 2015年10月3日  | ☆    | 12R 2:23 | TKO     | カビブ・アーラフベルディエフ   | ロシア         | WBA世界スーパーライト級王座決定戦→スーパー王座認定          |
| 35           | 2016年4月1日   | ☆    | 9R 1:10  | TKO     | アシュリー・テオフェン         | イギリス       | 体重超過により王座剥奪                                      |
| 36           | 2017年2月18日  | ☆    | 10R      | 判定2-1 | アドリアン・グラナドス         | メキシコ       |                                                             |
| 37           | 2017年7月29日  | ★    | 12R      | 判定0-3 | ミゲル・アンヘル・ガルシア     | アメリカ合衆国 |                                                             |
| 38           | 2018年4月21日  | △    | 12R      | 判定1-0 | ジェシー・バルガス             | アメリカ合衆国 |                                                             |
| 39           | 2019年1月19日  | ★    | 12R      | 判定0-3 | マニー・パッキャオ             | フィリピン     | WBA世界ウェルター級タイトルマッチ                           |
| 40           | 2021年2月20日  | ☆    | 12R      | 判定3-0 | ジョバニ・サンティアゴ         | プエルトリコ   |                                                             |
| 41           | 2023年6月9日   | ☆    | 10R      | 判定3-0 | ビル・ハッチンソン             | アメリカ合衆国 |                                                             |
| 42           | 2024年6月7日   | ★    | 10R      | 判定0-3 | ブレア・コブス                 | アメリカ合衆国 |                                                             |
| テンプレート |                |      |          |         |                                |                |                                                             |

## 獲得タイトル
- WBCインターコンチネンタルスーパーフェザー級ユース王座
- USNBCライト級王座
- WBOインターコンチネンタルスーパーフェザー級王座
- USNBCスーパーフェザー級王座
- 第WBO世界スーパーフェザー級王座(防衛1→剥奪)
- WBC世界ライト級王座(防衛1→剥奪)
- WBA世界ウェルター級王座(防衛0)
- WBAインターナショナルスーパーライト級王座
- WBA世界スーパーライト級王座（防衛0→スーパー王座に認定）
- WBA世界スーパーライト級スーパー王座（防衛0→剥奪）

## 犯罪・トラブル
大変素行が悪いことで有名。この項目で表記されている以前にも逮捕されていたが、2007年以前は18歳未満のため公式文書が公開されていない。
2007年4月3日、重強盗罪で逮捕され、その後2度に渡り重傷害罪で逮捕された。ブローナーは未成年であったが罪の重さから成人扱いで起訴された。同年8月17日、3度、重傷害罪で逮捕された。
2008年9月、銃の不許可携帯で逮捕された。同年12月には、裁判の証人を脅したとして逮捕された。
2010年3月9日、友人と共謀し女性の顔を殴り、女性の財布から現金40ドルを抜き取ったとして逮捕された。
2012年12月21日、暴行罪で逮捕された。
2013年3月19日、マイアミのホテルで深夜3時30分頃に男と喧嘩になり、喧嘩を止めに来た警備員の腕を噛んだとして逮捕、拘留されたが、1500ドルの罰金を支払い釈放された。
2014年5月1日、ブローナーが性行為の最中の映像を不注意で許可無くインターネット上で公開したとして、相手の23歳の女性からプライバシーの侵害及び精神的苦痛を被ったとして訴訟を起こされた。（2016年12月9日にブローナーは動画を撮った携帯電話を紛失したと主張し、慰謝料175,000ドルを被害者女性に支払うよう判決が出された。）
2015年1月11日、深夜1時30分頃、2車線をまたいで走行していたブローナーが運転する車を巡回中の警官が発見し、飲酒危険運転で逮捕された。その際ブローナーはアルコール呼気検査を拒否した。
2015年5月1日、フロイド・メイウェザー対マニー・パッキャオ戦のため、訪れていたラスベガスのカジノで、ブローナーが場にふさわしくない服装をしていたため警備員に退去を命じられたが、ブローナーがそれに応じなかったことで警官を呼ばれて拘束された。
2015年7月7日、1月の飲酒危険運転に対して、執行猶予6ヶ月と運転免許停止6ヶ月を宣告された。
2016年1月21日、シンシナティのボウリング場で賭けボウリングに興じるが、賭けに負けた腹いせに仲間数人とボウリング場の外で待ち伏せし、相手を気絶寸前まで殴りつけ、さらに拳銃を持ち出して1万2千ドルを脅し取ったとして、同年3月下旬に強盗及び暴行容疑で指名手配された。指名手配中の身であったが試合後に警察へ出頭することを条件に同年4月1日に試合を行い、同月4日朝に警察へ出頭し勾留され、保釈金10万ドルを支払い保釈された。（後に裁判が開かれるが、被害者の原告男性が裁判に出廷しなかったことで検察官によって訴えが取り下げられた。ブローナーは被害者男性に12万5千ドル支払って和解したとほのめかしている。）
2016年4月12日、2015年1月の飲酒危険運転に関連した件で執行猶予違反があったとして、懲役10日を宣告され、ハミルトン郡の刑務所に収監された。
2016年7月19日、1月のボウリング場で起きた強盗事件の裁判が行われるが、ブローナーは開廷時刻に現れず酒に酔った状態で3時間ほど遅刻して出廷、このため判事は法廷侮辱罪の適用を決定し懲役30日を宣告、ブローナーは刑務所に収監された。
2016年10月11日、自らのインスタグラムに車内にある銃の写真や自殺を予告するような書き込みを連日掲載。予告当日に心配した友人の通報で駆けつけた警察と関係者がブローナーの安全を確認して、事なきを得た。
2016年10月16日、ラスベガスのクラブでウェイトレスの首を絞めて脅したとして警察に通報され、逮捕はされなかったが後日の出頭を命じられた。ブローナーは容疑を否定したが、犯行はカメラで撮影され、目撃者も確認されているという。
2017年4月20日、ケンタッキー州コビントンの地元警察が、弾痕がある車が走行しているのを発見、停車を命じて取り調べた所8発の銃弾の痕を確認したため、車を押収し、車を運転していたブローナーを2014年に逮捕状が出ていた公共の場で泥酔した容疑と治安紊乱容疑で逮捕した。ブローナーの証言によると、車はレンタカーで、シンシナティの酒場で何者かに銃撃されたので、州境を超えてケンタッキー州へ逃げ込んで来たとのこと。幸いにもブローナーに怪我はなく、503ドルの保釈金を払って釈放された。
2017年5月22日、ブローナーは2014年に逮捕状が出ていた治安紊乱容疑を認めて執行猶予判決を受けるが、別の事件でも裁判に出廷していなかったことが判明し、法廷侮辱罪で懲役3日の宣告を受け、刑務所へ収監された。
2017年7月、性行為の最中の映像をインターネット上に流出させた罪の慰謝料を支払わないブローナーに対して、被害者の女性がブローナーのファイトマネーから206,858ドルを差し押さえるよう裁判所に申し立てをした。
2017年9月10日、ラスベガスの通りでファンと写真を撮っていたブローナーが突如怒りだし、なだめようとした連れの女性を突き飛ばした挙句に、たまたま通りを歩いていた男性をすれ違いざまにいきなり殴って失神させる動画がインサーネットサイトのTMZ Sportsに掲載された。
2017年11月27日、ラスベガスの通りで起こした暴行事件についての出廷命令を無視し続けた為に逮捕状が出された。
2018年2月12日、アトランタのショッピングモールで女性に性的暴行をした容疑で逮捕され、後に2,000ドルを払って釈放された。ブローナーは同年4月21日に、元WBC世界ライト級王者オマール・フィゲロアとWBC世界スーパーライト級挑戦者決定戦を行う予定であったが、フィゲロアも同年1月29日にキャンプ地のカリフォルニア州インディオで飲酒運転の容疑で逮捕されていた。
2018年4月3日、ショッピングモールで性的暴行を受けた女性がブローナーを提訴した。訴状の中で、女性はブローナーに陰部を触られたとしている。
2018年9月、Uberで手配した車に乗車中、ラジオから好きなヒット曲が流れるとブローナーが勝手に音量を最大に上げてバカ騒ぎを始めたことで、運転手が怒り、その場で乗車拒否を命じられた。このことでブローナーは後日、Uberから生涯利用禁止を言い渡された。
2018年12月24日、ニューヨークの宝石商から購入代金115万2000ドル（約1億2千万円）が未払いであるとして訴訟を起こされた。
2018年12月26日、ブローナーは1年前の2017年12月に無免許運転、スピード違反、保険の未登録で逮捕されていたが、それから数回に渡る裁判所からの出頭命令を無視したとしてフロリダ州で逮捕された。
2019年3月10日、宝石商に未払いだった100万ドル以上の購入代金を、2019年中に3回の分割払いで完済することで合意した。
2019年12月17日、2018年6月9日にクリーブランドのナイトクラブで舌を入れて無理やりキスをして女性を窒息させたとして、性的暴行罪などで有罪判決を受けていた事件で、裁判所がブローナーに783752ドル（約8400万円）を被害者女性に支払うよう命じた。
2020年1月3日、1700万人以上のInstagramフォロワー数を誇るラッパーのバッド・ベイビーが「メールを送ってほしい、クレイジーガール」とブローナーからプライベートメッセージで送られてきたことを暴露する。しかし、バッド・ベイビーは16歳の未成年であるためフォロワー達が炎上、ブローナーへ刑務所に行けなどメッセージを送りつけた。ブローナーは「うっかりミスだった。誰も子供とデートしたいなんて思ってない」とバッド・ベイビーの年齢を知らなかったと釈明した。
2020年2月21日、デオンテイ・ワイルダー対タイソン・フューリー第二戦の前日計量の会場MGMグランド・ガーデン・アリーナで、以前に同所でトラブルを起こしてから出入り禁止を言い渡されていたのにもかかわらず立ち入った上に、退出の指示にも従わなかったとして逮捕された。
2020年3月14日、フロリダ州マイアミビーチで飲酒運転で逮捕され、警察で一晩拘束された。
2020年8月26日、保護観察違反があったとして、懲役7日を宣告された。
2020年11月2日、2018年6月9日にクリーブランドのナイトクラブで無理やりキスをしたなどとして性的暴行罪などで有罪判決を受けていた事件で、ブローナーは被害者女性への損害賠償金83万ドル（約8700万円）を支払う金が無いと主張していたが、SNSでは札束を数える動画などを投稿しており、裁判所から財務状況を示す文書や損害賠償金を支払えないとする証拠を提出するよう繰り返し求められていたが、ブローナーが証拠を提出しなかったことや出廷時間に遅刻したことで、法廷侮辱罪を適用され刑務所へ収監を命じられた。
2020年12月9日、2017年9月にラスベガスの通りで男性をいきなり殴って失神させた暴行事件について、400万ドル（約4億1500万円）を支払うようブローナーに対して判決が下された。
2021年10月21日、クリーブランドのナイトクラブで起こした性的暴行事件の保護観察違反があったとして刑務所への収監を命じられた。

## ペイ・パー・ビュー売上げ
| 日付          | イベント                                        | 売上げ | テレビ局 |
| ------------- | ----------------------------------------------- | ------ | -------- |
| 2019年1月19日 | マニー・パッキャオ vs. エイドリアン・ブローナー | 40万件 | SHOWTIME |